# Membrilla
Membrilla é um município da Espanha na província de Ciudad Real, comunidade autónoma de Castilla-La Mancha, de área 143,94 km² com população de 6467 habitantes (2007) e densidade populacional de 45,34 hab/km².

## Demografia
| Variação demográfica do município entre 1991 e 2004 | Variação demográfica do município entre 1991 e 2004 | Variação demográfica do município entre 1991 e 2004 | Variação demográfica do município entre 1991 e 2004 |
| --------------------------------------------------- | --------------------------------------------------- | --------------------------------------------------- | --------------------------------------------------- |
| 1991                                                | 1996                                                | 2001                                                | 2004                                                |
| 6706                                                | 6642                                                | 6591                                                | 6516                                                |